# Multi Picture Object
Multi Picture Object (MPO) oder Multi Picture Format (MPF) ist ein Bildformat für die dreidimensionale Fotografie.
Klassische und in der zweidimensionalen Fotografie etablierte Bildformate wie JPEG oder PNG sind nicht zur Speicherung stereoskopischer Bilder geeignet – in den Dateien findet jeweils nur eine Fotografie Platz, es werden aber zumindest zwei Fotografien, eine für das rechte und eine für das linke Auge benötigt.
Bei dem Format Multi Picture Object werden alle zur Anzeige notwendigen Daten innerhalb einer einzigen Datei mit der Erweiterung .MPO gespeichert, um dem Nutzer den Umgang mit dem stereoskopischen Bildmaterial zu erleichtern. Zwar wäre es möglich, beide Fotografien in jeweils separaten Dateien in einem der genannten Formate zu speichern, problematisch kann es jedoch werden, wenn eine der beiden Dateien versehentlich gelöscht wird oder irrtümlicherweise an einem anderen Ort gespeichert wird und so für die Betrachtersoftware nicht mehr auffindbar ist.

## Herkunft und Aufbau des Formats

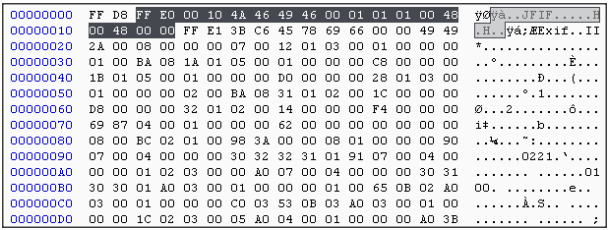
JFIF-Marker innerhalb einer typischen JPEG Datei, visualisiert durch einen Hex-Editor. Der markierte Bereich ist ein APP0-Marker und enthält Informationen zur JFIF-Version.

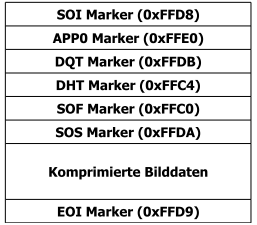
Typischer Aufbau einer JPEG-Datei.

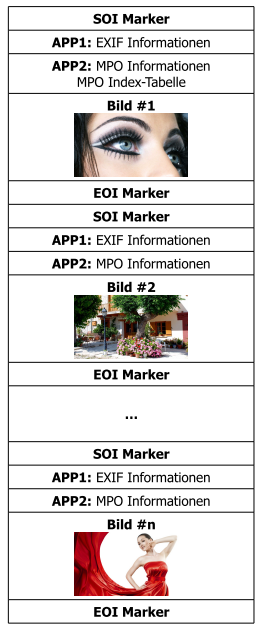
Aufbau einer typischen MPO-Datei.

Das MPO-Format wurde im Jahre 2009 von der CIPA (Camera & Imaging Products Association) standardisiert und ist heute das Standardausgabe- und Eingabeformat für dreidimensionale Photographien in den Geräten mehrerer Hersteller. Der MPO-Standard basiert auf dem JFIF-Standard, welcher wiederum ein Containerformat für JPEG-Dateien beschreibt.
Nicht nur die Struktur einer MPO-Datei basiert auf Altbekanntem: Zur komprimierten Speicherung der Bilder innerhalb einer MPO-Datei wird das JPEG-Verfahren eingesetzt, tatsächlich besteht eine MPO-Datei im Prinzip aus nichts anderem als einer Reihe aneinander gehängter JPEG-Bilder und einigen für die dreidimensionale Darstellung notwendigen Zusatzinformationen.
MPO als Erweiterung von JFIF
Die Erweiterungsmöglichkeit, welche der JFIF-Standard über die APPx-Marker bereitstellt, wird vom MPO-Format genutzt, um die organisierte Speicherung mehrerer Bilder innerhalb einer einzigen Datei zu ermöglichen. Um Konflikte mit den häufig genutzten Exif und IPTC-Markern APP1 und APP13 zu vermeiden, werden die Daten der MPO-Erweiterung im APP2-Marker gespeichert.
Eine MPO-Datei besteht aus einer einfachen Verkettung von zwei oder mehreren JPEG-Dateien in JFIF-Containern. Die Bilder sind aneinandergehängt in einer einzelnen Datei gespeichert. Der einzige Unterschied zwischen einem einzelnen Bild in dieser Verkettung und einer herkömmlichen JPEG-Datei liegt im Fehlen des APP0-Markers mit den JFIF-Versionsinformationen und im Vorhandensein des APP2-Markers und den darin enthaltenen Informationen zur Darstellung der verketteten Bilder. Für gewöhnlich enthalten die Bilder in einer MPO-Datei auch den APP1-Marker mit Exif-Metadaten und einer Miniaturansicht des Bildes.
Der APP2-Marker enthält einige Bytes zur Identifikation des Markers als MPO-Erweiterung, Versionsinformationen zur verwendeten MPO-Spezifikation, etliche Parameter, die den Blickwinkel und die genaue Position der Aufnahme beschreiben, sowie eine Typzuweisung für das jeweilige Bild. Der Typ beschreibt, zu einem gewissen Grad, den Inhalt des jeweiligen Bildes und bestimmt, wie es angezeigt werden soll. Gültige Typen sind:
- (A) Baseline MP Primary Image (primäres Bild), …
- (B) Large Thumbnail (Version in anderer Auflösung), …
- (C) Multi-Frame Image (andere Ansicht der Szene) und …
- (D) Undefined (undefinierter Typ).

Das jeweils erste Bild in der Verkettung enthält im APP2-Marker zusätzlich einen Index aller in der MPO-Datei enthaltenen Bilder, jeweils mit individuellen Kennungen, Bilddimensionen (Höhe mal Breite), genauer Position in der Datei und Größe des jeweiligen Bildes innerhalb der Datei in Byte. Dieser Index wird genutzt, um auf alle Bilder innerhalb der Datei einzeln zugreifen zu können.

## Möglichkeiten des Formates
Die Speicherung und die Darstellung stereoskopischer Bilder ist zwar der übliche Nutzungszweck für das MPO-Format, MPO kann jedoch mehr. Es ist möglich, mehr als nur zwei individuelle Bilder innerhalb der Datei zu speichern und diese Bilder müssen auch nicht zwingend unterschiedliche Ansichten derselben Szene zum selben Zeitpunkt darstellen.

### Baseline MPO Modus
Die Darstellung einer Szene aus unterschiedlichen Blickwinkeln zu einem gegebenen Zeitpunkt bietet sich durch die Struktur der MPO-Erweiterungen im APP2 Marker zwar an, tatsächlich war aber einer der ursprünglichen Nutzungszwecke des Formates die Speicherung zweier Varianten ein und desselben Bildes: eine Variante in der ursprünglichen Auflösung, eine Variante in einer für die Darstellung auf HD-TVs optimierten Auflösung. Man nennt diese Form der Nutzung auch den Baseline MPO-Modus, sie erlaubt als einzige gültige Typen A (Primäres Bild) und B (Version in anderer Auflösung).

### Extended MPO Modus
Weit häufiger als der Baseline MPO-Modus wird in der Praxis der Extended MPO-Modus verwendet. Dieser erlaubt alle Typen und lässt durch den undefinierten Typ dem Ersteller praktisch alle Freiheiten bei der Zusammenstellung der verketteten Bilder. Obwohl so praktisch eine komplette Dia-Schau (man denke an einen Satz Urlaubsbilder) innerhalb einer einzigen Datei möglich wäre, ist diese Nutzung eher selten. Im herkömmlichen Gebrauch enthält eine MPO-Datei mehrere Ansichten derselben Szene, also Bilder des Typs C (andere Ansicht der Szene). Für den Typ C sind im MPO-Standard drei Untertypen definiert: Panorama, Disparity und Multi-Angle.

#### Panorama-Modus
Der Panorama-Untertypus ist weitgehend selbsterklärend und leicht von den anderen Untertypen abzugrenzen: Alle Bilder dieses Untertypus innerhalb einer MPO-Datei ergebenen gemeinsam eine umfassende Ansicht einer Szenerie (z. B. Innenansicht eines historischen Gebäudes) von einem bestimmten Standort aus. Die Bilder wurden jeweils so fotografiert, dass sie an den Rändern nahtlos zusammengesetzt werden können, und so für den Betrachter die Illusion einer tatsächlichen Rundumsicht schaffen können.

#### Disparity-Modus
Weniger leicht fällt die Abgrenzung zwischen den Untertypen Disparity und Multi-Angle. Beide Typen werden für Bilder verwendet, die eine bestimmte Szene von unterschiedlichen Standorten aus und gegebenenfalls leicht oder stark unterschiedlichen Blickwinkeln zeigen. Der Unterschied zwischen den Typen liegt im vorgesehenen Anzeigemodus: Bei Bildern des Typus Disparity weichen die Standorte der einzelnen Bilder untereinander nur gering ab, so gering wie etwa der typische Abstand zwischen zwei menschlichen Augen. Der Disparity-Typ wird bei Bildern verwendet, die zur gleichzeitigen, dreidimensionalen Ansicht auf 3D-fähigen Geräten vorgesehen sind. Es ist möglich, mehr als nur zwei Bilder des Typus Disparity in der Verkettung zu speichern, und so mehrere dreidimensionale Ansichten einer Szene in einer einzigen Datei zu speichern.

#### Multi-Angle-Modus
Bilder des Typus 'Multi-Angle' hingegen sind üblicherweise nicht zur gleichzeitigen, dreidimensionalen Ansicht geeignet. Die einzelnen Bilder dieses Typen zeigen verschiedene, teilweise stark abweichende Ansichten einer Szene und sind zur Einzelansicht vorgesehen. Denkbar ist bei Bildern dieses Typen etwa die Ansicht eines historischen Gebäudes von der Nord-, Ost-, Süd-, Westseite oder gar aus der Vogelperspektive.

## JPS als Alternative zu MPO

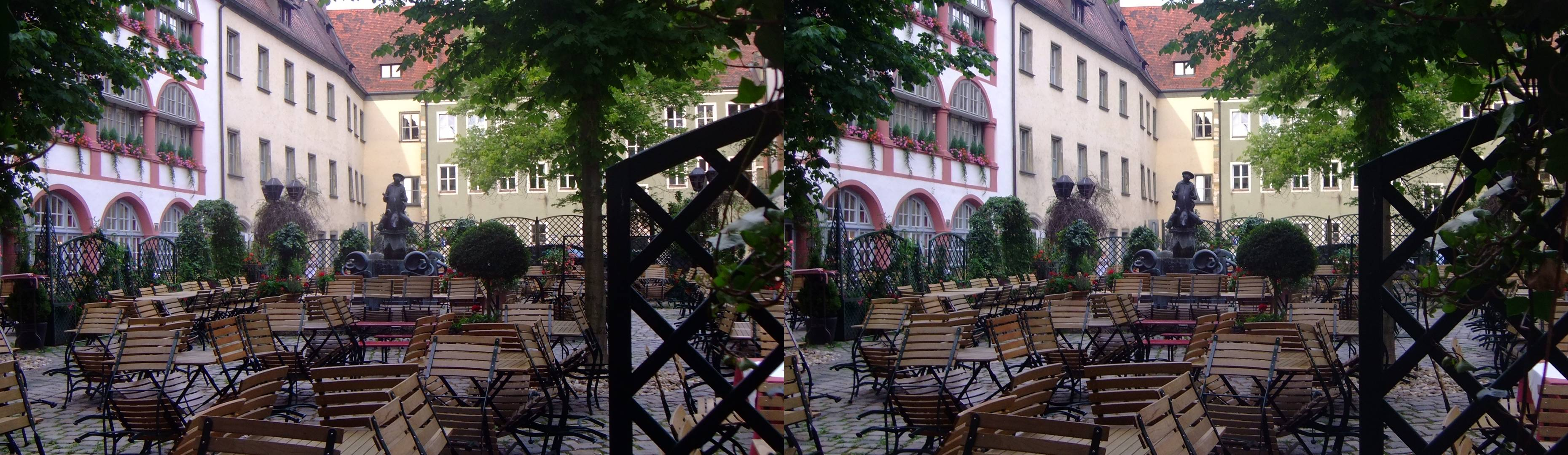
Darstellung eines .JPS-Bildes innerhalb eines Bildbetrachtungsprogramms. Man beachte die Unterschiede zwischen dem linken und dem rechten Bild, besonders deutlich erkennbar an den Bildrändern.

JPEG Stereoscopic (JPS) ist ein weiteres Bildformat, welches zur Speicherung und Darstellung stereoskopischer Bilder geeignet ist. Wie das MPO Format basiert es auf dem JPEG Verfahren und auf dem JFIF Container, bietet jedoch weit weniger Möglichkeiten als MPO und ist in der Praxis weniger verbreitet.
Eine JPS-Datei besteht – im Gegensatz zu einer MPO Datei – aus einer einzigen JPEG/JFIF-Datei. Die Erweiterungen für die dreidimensionale Anzeige sowie die Identifizierung als JPS-Datei werden dabei im bislang nicht genutzten APP3-Marker gespeichert. Die zwei Ansichten des Bildes für die stereoskopische Darstellung sind innerhalb eines einzigen Bildes, Seite an Seite gespeichert. JPS-Dateien enthalten außerdem wie gewöhnliche JPG Dateien, anders als die verketteten Bilder innerhalb einer MPO-Datei, üblicherweise den APP0-Marker mit den JFIF-Versionsinformationen.
Die spezielle Art der Speicherung innerhalb einer JPS-Datei hat einen großen Vorteil gegenüber der Speicherung innerhalb einer MPO-Datei: Der einzige Unterschied zu einer herkömmlichen JPEG-Datei ist der APP3-Marker, welcher von mit JPS nicht kompatiblen Anzeigeprogrammen ignoriert wird. Daher können beide Ansichten innerhalb jedes beliebigen zur Darstellung von gewöhnlichem JPEG-fähigen Anzeigeprogramm dargestellt werden. Auch MPO bietet eine solche Möglichkeit zur Darstellung auf nicht kompatiblen Plattformen, jedoch nur für das erste Bild in der Verkettung.